# Ingrids tjärn
Ingrids tjärn är en sjö i Hällefors kommun i Västmanland och ingår i Göta älvs huvudavrinningsområde.